# محطة مسبار ميكانيكي

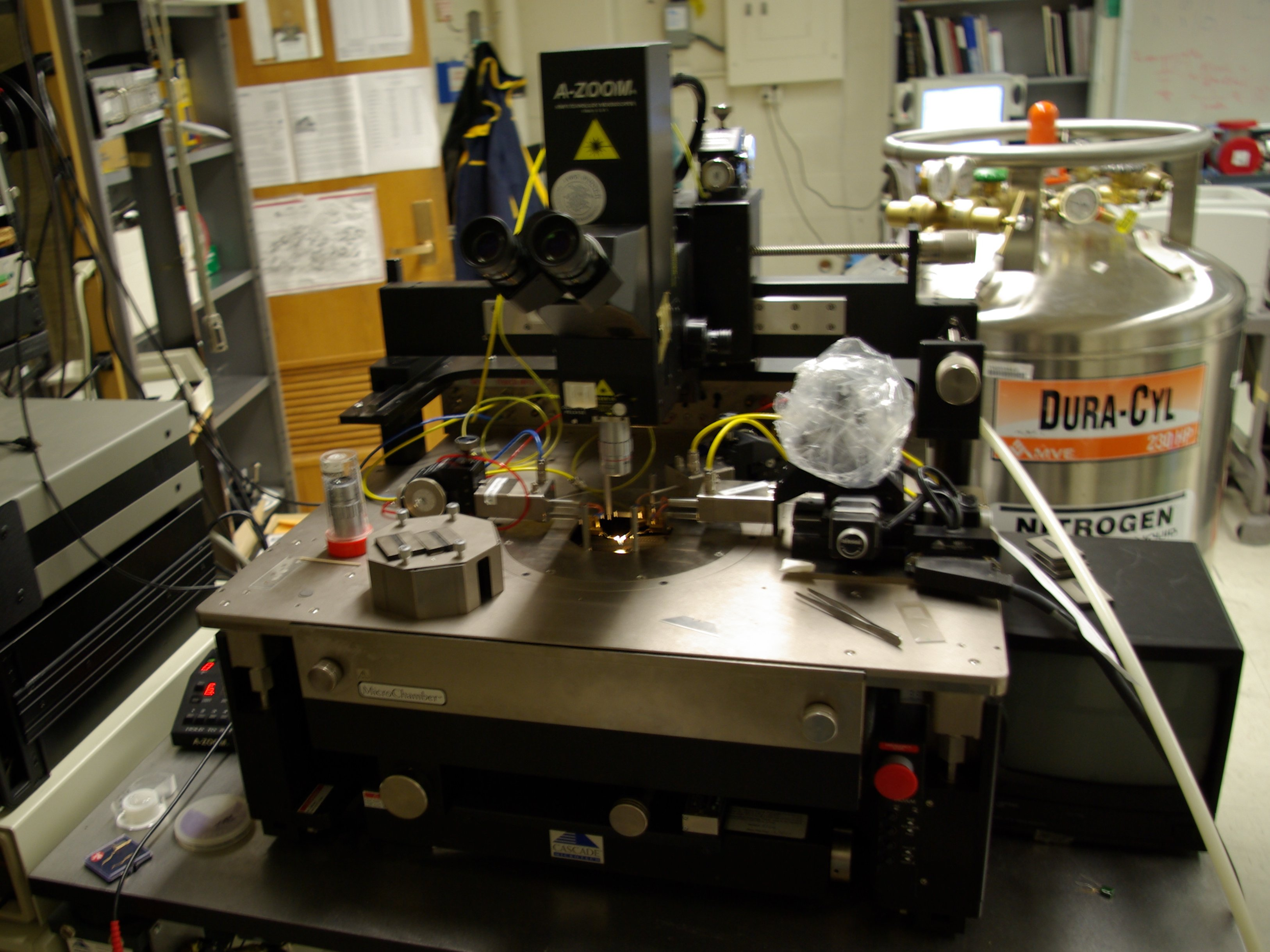
محطة مسبار آلية من Cascade Microtech

محطة المسبار الميكانيكي (بالإنجليزية:  Mechanical probe station)‏ تستخدم لتلتقط الإشارات بشكل فيزيائي من العقد الداخلية لجهاز شبه موصل. محطة المسبار تستخدم مناورات (بالإنجليزية : Manipulator) تسمح بتموضع دقيق لإبر رفيعة على سطح الجهاز شبه الموصل. إذا كان الجهاز يُحفَّز كهربائيًا؛ سيتم التقاط الإشارة بواسطة المسبار الميكانيكي و عرضها على جهاز راسم الإشارة أو جهاز وحدة قياس المصدر (بالإنجليزية : (Source measure unit (SMU). محطة المسبار الميكانيكي تستخدم عادةً في تحليل الإخفاق لجهاز شبه موصل.
هناك نوعان من المسبار الميكانيكي: إيجابي Active، و سلبي Passive. المسبار السلبي يستخدم إبرة رفيعة من التنجستن، أما الإيجابي يستخدم ترانزستور تأثير المجال (بالإنجليزية : Field-effect transistor) على رأس المسبار للتقليل إلى أدنى حد من حمله على الدارة.

## بحوث
محطة المسبار الميكانيكي تستخدم عادةً في البحوث العلمية المتعلقة بالإلكترونيات و علم المواد. فحص عينة أو جهاز إلكتروني جديد باستخدام محطة مسبار أسرع و أكثر مرونة من ربط الأسلاك (كما في الدارات المتكاملة) و تغليفها قبل الفحص.

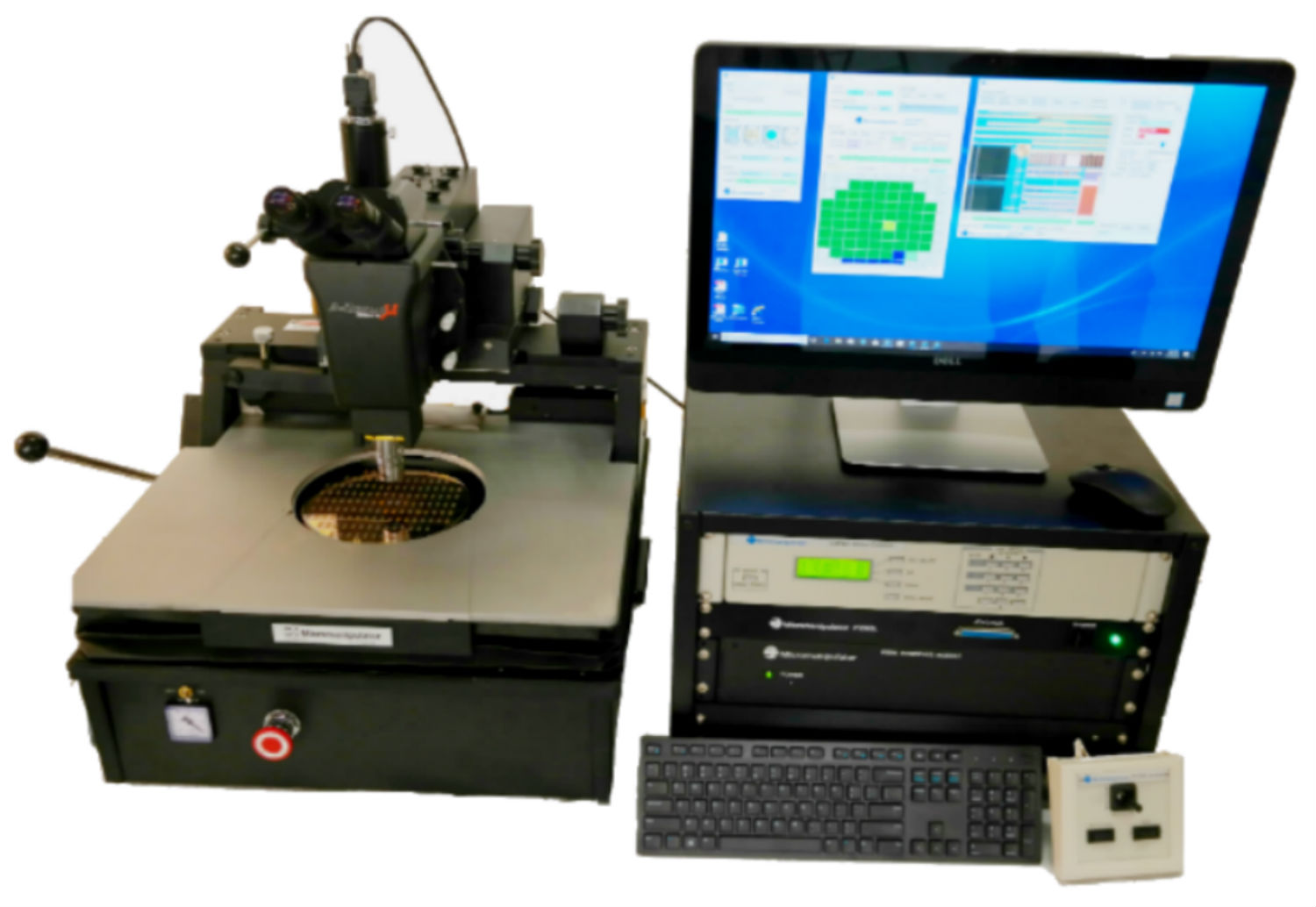
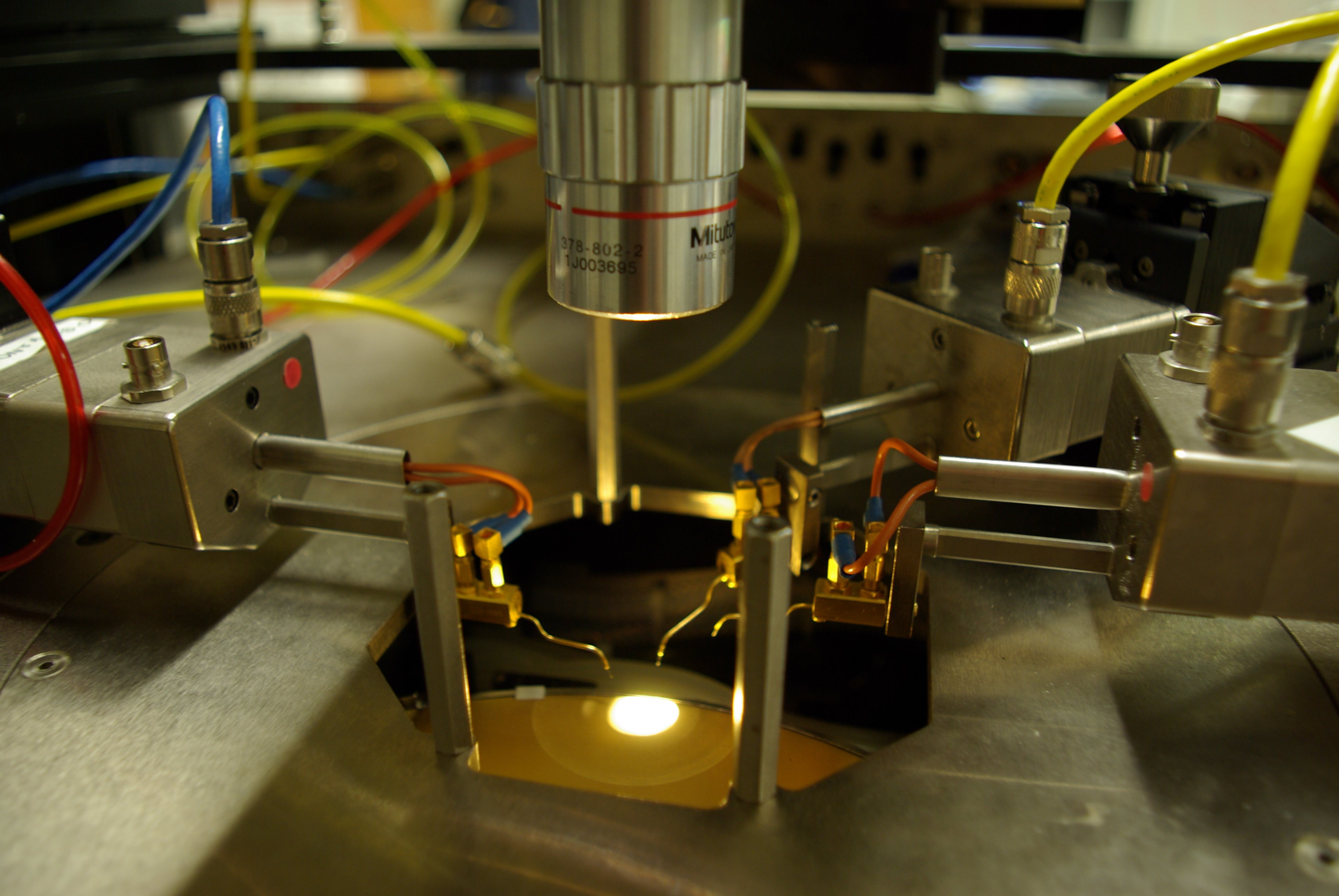
لقطة مقرّبة لمجسات سلبية في نفس محطة المسبار
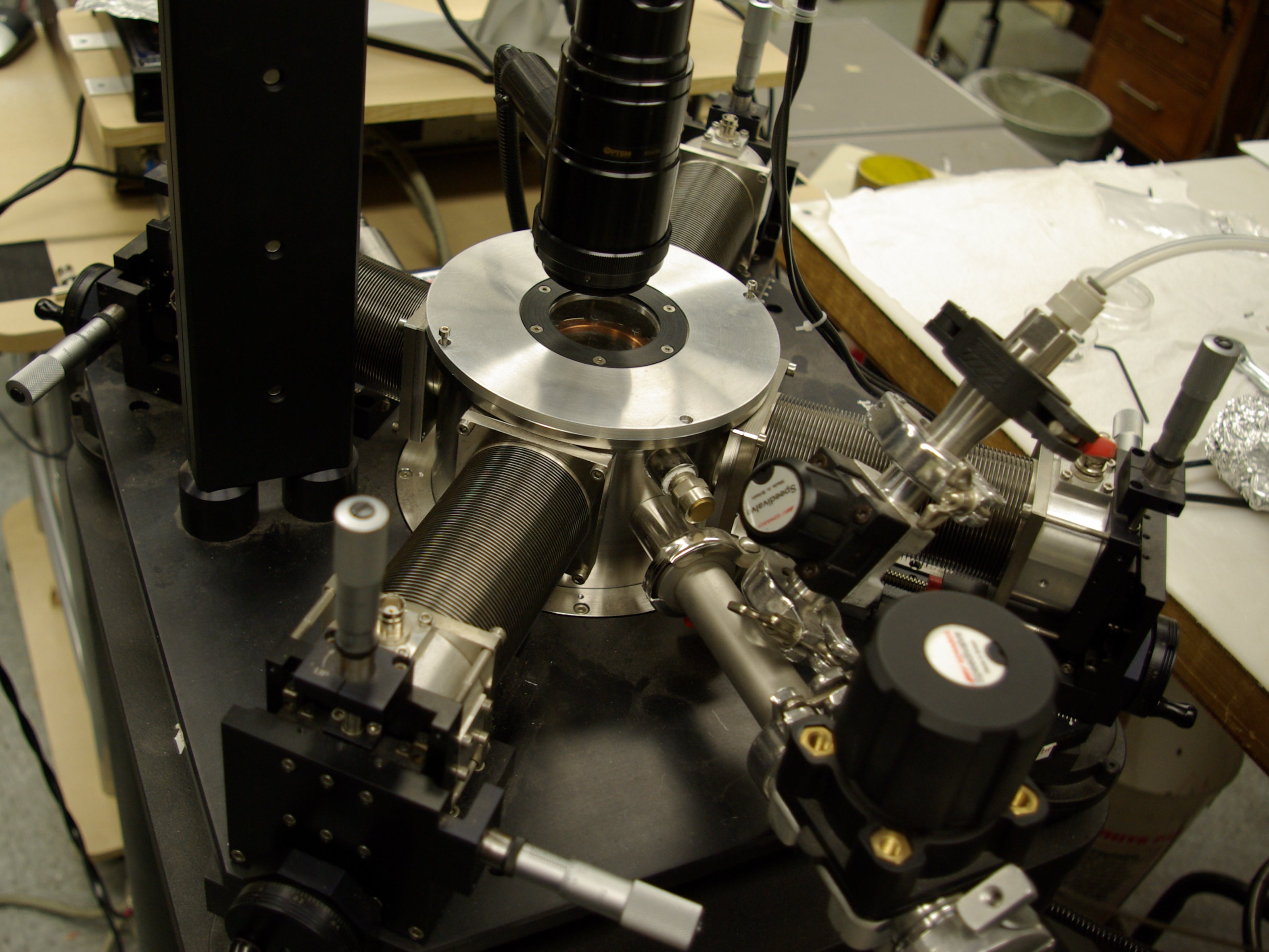
تقوم محطة التحقيق هذه بتضمين العينة والمجسات في غرفة مفرغة وتسمح بإدخال كريوجين لتبريد العينة إلى درجات حرارة منخفضة.